# Хотивля
Хоти́вля (укр. Хотівля) — село,
Хотивлянский сельский совет,
Городнянский район,
Черниговская область,
Украина.
Код КОАТУУ — 7421489201. Население по переписи 2001 года составляло 482 человека.
Является административным центром Хотивлянского сельского совета, в который, кроме того, входит село 
Травневое.

## Географическое положение
Село Хотивля находится в 4-х км от левого берега реки Смяч,
на расстоянии в 3 км от села Кузничи.
Вокруг села много ирригационных каналов и осушенных болот.
Рядом проходит железная дорога, станция Кузничи в 3-х км.

## История
- 1503 год — дата основания.
- Хотивля .    В 10 вер. от Городни, в 60 от Чернигова, в соседстве с Дроздовицею[1] и Солоновкою[2]. .  По местному преданию, Хотивле, как и Хоробричня испытывало над собою и беды татарщины и безурядицы ляшские. Как на восточной, так и на западной стороне Хотивля есть несколько курганов устроенных, как заметно, для наблюдения над неприятелями; курганы эти так давни, что на них поросли липы и дубы значительной толщины. В прежнее время было гораздо большее число курганов около Хотивли и даже был вал: но все это раскопано земледелием. В 2 вер. от села Хотивли, на юге, на горе есть урочище «Хотивелька», здесь находят разбитый кирпич, черепья глиняные и кости людские. По рассказу старожилов, лет за 100 казак Жук нашел здесь казан серебряных денег, но какого чекана были деньги, по скрытости Жука, осталось неизвестным.   Письменные акты также указывают на древность Хотивли, современную Хоробору и Седневу. По договору 1503 г. волость Хотивля оставлена за Россию; а в 1549 г. подвреждено договором – королю не касаться гор. Чернигова и волостей Хотивли, Сновска и Хоробора, как принадлежащих московскому княжеству[3]. Разрядом 1552 г. назначены были в казанский поход вместе с Стародубцами «боярския дети Хотунцы и Селищане»[4]. При ц. Алексее в Хотивле и Староселье жили вместе с казаками стрельцы, оставшиеся тут после 1726 г.[5] Староселье входило в состав волости Хотивльской; отсюда храм перенесен в Солоновку в 1716 г. по просьбе бунчукового товарища Даниила Бутовича. Храм Хотивля посвящен архистратигу Михаилу. Вокруг него оказывается много провалов, новый знак, что здесь погребено много и много прихожан.     Ныне в составе Хотивльского прихода дворян 11 м. 14 ж.; военных 36 м. 54 ж.; казаков 260 м. 305 ж.; казенных крестьян 85 м. 94 ж.; мещан 3 м. 4 ж.; владельческих поселенцев 100 м. 94 ж.; а всего 495 м. 565 ж.    Прежде было прихожан: в 1770 г. 346 м. 340 ж.; в 1790 г. 380 м. 366 ж.; в 1810 г. 404 м. 392 ж.; в 1830 г. 430 м. 426 ж.      По гражданской ведомости 1736 г. показано казаков выборных в Хотивле 26, в Ваганичах с деревнями 52, в Солоновке и 2 деревнях 53.     Хотивляне занимаются хлебопашеством. У них не много земли (до 2938 дес.), да и она же песчана и глиниста и потому не плодородна. Потому они пашут с копы земли соседних поселений. Некоторые отправляются на заработки в южные губернии.     В одежде не отличаются от малороссов: но в языке их есть примесь белорусского наречия, с словами перенятыми от Ляхов, каковы сакраментум (причастие); есть и великорусские слова напоминающие обряды татарщины: кнут, алтын, хомут.    В кругу своих Хотивляне обходительны, в домашнем быту любят чистоту. Но скрытны для сторонних, мстительны и не чужды предрассудков. У них еще соблюдаются кое-какие обычаи язычества. Праздники проводят не трезво; во время крестин и свадеб простирают веселье до нетрезвости неумеренной – и вовсе на расчетливой. Для этих случаев самый бедный хозяин издерживает на вино 10 р. Если же кто по долгу любви и звания стал бы вразумлять их: то готовы мстить такому до гроба, как заклятому врагу. Жалкая черта! Видно, у этих людей под гнетом долгих бед и неправд людских наболелась душа. От того образовались и мстительность и подозрительность, до того, что не отличают они слова любви христианской от злого желания. Эти печальные черты характера замечаются и в других селениях.    Еще неприятная особенность! По наблюдениям по линии нигде в округе не оказывается столько охотников до ябед и сутяжничества как в Хотивле. Здесь есть записные крючки, которые, живя праздно и не умея или не желая заниматься трудом полезным для себя и других, занимаются только сочинениями позвавшим к суду. Они и не дороги; дайте им 40 к. и они пастрочать бумагу, какую вы хотите и даже о какой у вас и мысли не было. Кажется, это перешло по наследству из малороссийской канцелярии, питомника ябедников.  Особенно набожностью отличаются в Хотивле до 15 мужчин и до 15 женщин.  [1] Царскою грамотою от 20 сент. 1689 г. «Слободка на староне селище, называемая Дроздовиця» утверждена за полковым писарем, впоследствии гетманом, Иваном Скоропадским.   [2] В 1736 г. в селе Солоновке 13 казаков выборных и 27 владельческих поселенцев; в дер. Староселье 10 казаков, в дер. Кузниче 30 казаков.   [3] Акт. зап. Росс. I, 288. Литовская метрика I, 53. Тоже в договорах 1559 г. 1570 и 1582 г. там же I, 166. 293. 304. II, 264.   [4] Историч. сборник общ. ист. V, 28. М. 1842 г.  [5] По ведомости 1726 г. в Хотивле, кроме козаков, 2 стрельца, в дер. Староселье 4. По ревизии 1770 г. там и здесь 54 д. м. стрельцов.

## Экономика
- «Хотивлянский», сельскохозяйственный производственный кооператив.

## Объекты социальной сферы
- Школа I ст.
- Дом культуры.
- Фельдшерско-акушерский пункт.

## Достопримечательности
- Братская могила советских воинов.